# Cityfolk
Cityfolk är en TV-serie som visats i SVT. Serien handlar om människors livsöden i olika europeiska storstäder. I varje halvtimmeslångt avsnitt behandlas tre olika människors liv i en och samma europeiska storstad. Serien är en samproduktion mellan diverse statliga europeiska TV-bolag. Första säsongen sändes i SVT 1998.